# Chinchón (bebida)
El chinchón es una bebida alcohólica anisada con Indicación Geográfica Protegida. Es producida y embotellada en la localidad de Chinchón, en la Comunidad de Madrid, España.

## Producción
Entre los siglos XI y XII comenzaron a cultivarse en los campos de Chinchón vides y anís. Durante el siglo XIX se creó la Sociedad de Cosecheros de Vino, Vinagres y Aguardiente de Chinchón, que también se encargaba de producir y comercializar el anís, del que luego se produjo una escisión que dio lugar a la Sociedad Cooperativa Alcoholera de Chinchón, en 1911, que se encargó en exclusiva a la elaboración, distribución y protección de este destilado. Esta sociedad fue la que impulsó la creación de la Indicación Geográfica Protegida.
Para producir este licor se seleccionan semillas de anís verde (Pimpinella anisum) y se introducen en una solución de alcohol de origen agrícola y de graduación alcohólica media. Esta solución se almacena y se deja macerar durante unas 12 o 14 horas. Luego esta solución se introduce en un alambique de cobre con doble fondo en el que se introduce vapor de agua para evitar que el licor se pegue a la caldera.
Al igual que para la producción de brandy, para producir chinchón se toma el aguardiente más "puro", con una graduación alcohólica de entre el 74% y 79%. Esta graduación disminuye a medida que se endulza el destilado con jarabe de glucosa y azúcar. Para no producir un chinchón dulce se puede añadir también agua desmineralizada para disminuir la graduación. El licor cuenta con aceites esenciales de la semilla del anís.
Existen cuatro variedades de chinchón en función de su graduación. El chinchón dulce posee unos 200 gramos de azúcar por cada litro de licor y tiene una graduación de entre 35 y 40 grados, el chinchón seco tiene entre 40 y 50 grados, el extraseco tiene entre 50 y 55 grados y el chinchón seco especial tiene 74 grados.

## Características y degustación
El chinchón debe ser transparente, con un sabor anisado y debe tener un sabor más o menos dulce dependiendo de la gama escogida. Suele servirse en una copa de anís. Puede tomarse solo, mezclado con agua, a temperatura ambiente o frío.

## Indicación Geográfica Protegida
En 1989, el Chinchón es reconocido como Indicación Geográfica dentro de la Unión Europea. El 25 de noviembre de 1991, la Comunidad de Madrid aprueba el reglamento como denominación geográfica, luego ratificada en 1994 por el Ministerio de Agricultura, Pesca y Alimentación de España.El 22 de junio de 2021, también es reconocido como indicación geográfica conforme al Sistema de Lisboa ante la Organización Mundial de la Propiedad Intelectual.